# Gatesclarkeana batianensis
Gatesclarkeana batianensis es una especie de polilla tortrix perteneciente a la tribu Gatesclarkeanini, de la subfamilia Olethreutinae, orden Lepidoptera.
Fue descrita por el ruso Alexey Nikolaievich Diakonoff en 1973. Aparece registrada y publicada en una sección de Zool. Monogr. Rijksmus. Nat. Hist 1, 11 de 1973. También en el Museo de Historia Natural de Londres y en Centro de Biodiversidad Naturalis en Países Bajos.
Se distribuye por el continente asiático, específicamente en Indonesia, en las islas Molucas.